# Terri Stickles
Terri Lee Stickles, född 11 maj 1946 i San Mateo i Kalifornien, är en amerikansk före detta simmare.
Stickles blev olympisk bronsmedaljör på 400 meter frisim vid sommarspelen 1964 i Tokyo.